# 林敬益
敦林敬益医生（1939年4月8日—2012年12月22日），马来西亚政治人物，曾担任原产业部长和能源、水务及通讯部部长。他也是第三任民政党全国主席并且也是在位最久的主席（1980年8月－2007年4月8日）。在病逝之前，他与林良实等人是全国少数拥有敦勋衔的马来西亚华人。
2012年12月22日，林敬益在其住家病逝，享年73岁。

## 早期生活
1939年他出生在英属马来亚的霹雳州打巴，早年于1947年至1957年在怡保圣迈克尔学院学习。1958年赴英国贝尔法斯特女王大学留学，1964年获医学士学位。1965年回国后再太平等地政府医院工作，后开业行医。

## 政治生涯
1968年，林敬益加入了马华公会，开始其漫长的政治生涯。他一度担任马华霹雳州主席，在1972年1月受委为掌管新村事务的不管部长，年仅32岁，是当时最年轻的内阁部长。
1973年4月，他因领导马华的“改革派”对抗陈修信领导的当权派而被开除。同年12月，他率领支持者集体加入民政党，出任署理主席。1980年8月，当林苍佑卸下全国主席一职后，林敬益在党选中以57票之差击败对手梁祺祥，出任民政党主席。
在加入民政党后，他于1978年受委为霹雳州行政议员。1986年8月11日，林敬益重回内阁，在时任首相马哈迪·莫哈末内阁中出任原产业部长，2004年3月27日兼任能源、水务及通讯部长。
林敬益领导民政党长达28年，2007年卸下党主席职，2008年挥别了40年的政治生涯。

## 受封
1981年及1989年，分别获霹雳州苏丹封赐DPCM拿督勋衔和SPMP拿督斯里勋衔。1997年获槟州元首封赐DGPN拿督斯里勋衔。2005年获彭亨苏丹封赐SSAP拿督斯里勋衔。2008年获国家元首封赐SSM敦勋衔。

## 争议

### 批评林良实请假出国惹议
1988年10月3日，林敬益在民政党吉打州六个区部联办的中秋晚会上致词时批评时任马华公会总会长林良实请假出国以表达对政府不满的做法，引起民间非议。林敬益说：
|  | 马华总会长林良实的请长假，目的在于鼓动华社的情绪，以挽回华社的支持，无形中已破坏国家政治的稳定。 |

|          | 林良实的请长假，是政治逃兵，企图转移华人对马华的不满，利用煽动华人情绪来提高声望，这不是解决问题的办法。 |
| ——林敬益 | |

《诗华日报》以林敬益变过街老鼠形容之。

### “人不是人”风波
1996年1月14日晚，林敬益在彭亨州文冬区出席民政党宴会时引用海南俗谚「人不是人，鬼不是鬼」揶揄伊斯兰党。此事件引起风波，全国各地海南会馆群起发文告抨击。
1月23日，林敬益为失言向全国海南人致歉，不过该道歉却被马来西亚海南会馆联合会总会长张文强认为不够诚意。另一边，文冬琼州会馆（海南会馆）接受了林敬益的道歉。
1月26日，林敬益和马来西亚海南会馆联合会总会长张文强发表联合文告表示，双方经过一番坦诚交换意见后，对彼此与族群之间的思想、心态及价值观，已达致更进一步的了解。联合文告内容如下：“经过我们一番坦诚的意见交换之后，我们对彼此和彼此族群之间的思想、心态及价值观已达致更进一步的了解。”“1996年1月14日晚所发生的一切不愉快与误会，都随着坦率、真诚与友善的交谈中获得谅解。”“今后我们在维护国家和社群的利益上会更紧密合作。”
2016年12月10日，《光华日报》回顾了此次事件。

## 个人观点
1993年1月26日，林敬益在一场宴会上讲话时呼吁广大人民给予敢做敢为及捍卫人民权益的时任马来西亚首相马哈迪·莫哈末强而有力的支持，使他继续坚稳地领导国家与人民，迈向一个公平和合理的社会。他赞扬马哈迪在国外敢于霸强抗争，并代表第三世界的发展中国家争取公道与尊严，而在国内（马来西亚），他敢拔虎须，进行修宪以纠正统治者的行为（参见1993年马来西亚联邦宪法修正案）。也是时任原产业部长的林敬益说，马哈迪敢做其他三名前任首相所没做之事，勇气令人钦佩，因此，认同正义，支持人民权益的广大人民群众，必须尽全力地支持马哈迪，使他完成这项历史性的任务。
此外他也说，马哈迪声誉日隆是一项不争的事实，在1992年6月于巴西举行的地球峰会上，领导十二亿人口的中华人民共和国总理李鹏诚心地表明，中国在环保课题上以马哈迪马首是瞻。

## 对宏愿开放大学的贡献
2011年，宏愿开放大学委任林敬益为该大学第二任名誉校长，取代已故林苍佑，由该年5月9日开始生效，为期3年。
2015年11月28日，宏愿开放大学校长何粲才宣布为纪念大学创办人林敬益对该校的贡献，该校将位于5楼的讲堂易名为“敦林敬益讲堂”。